# 1961 à la télévision
| Années de la télévision : 1958 - 1959 - 1960 - 1961 - 1962 - 1963 - 1964    |
| Décennies de la télévision : 1930 - 1940 - 1950 - 1960 - 1970 - 1980 - 1990 |

Cet article présente les faits marquants de l'année 1961 à la télévision.

## Évènements

### Allemagne
- 1er mai : Début du second programme de télévision provisoire allemand ARD 2 diffusant tous les jours de 20 heures à 22 heures.

### Canada
- 19 février : Inauguration de Télé-Métropole, première station de télévision qui constituera par la suite le réseau TVA ;
- 1er octobre : Lancement de CTV Television Network, réseau de télévision privé en langue anglaise.

### France
- 26 mars : le « carré blanc », signalant les programmes avec réserve, apparaît pour la première fois.
- 31 octobre : Les Perses d'Eschyle, réalisation de Jean Prat. Le son est transmis en stéréophonie : un canal par la télévision, l'autre par la radio.

### Italie
- 4 novembre : Inauguration de la deuxième chaîne de télévision italienne Secondo Programma.

## Émissions

### France
- 31 mars : Première de l'émission La Séquence du jeune spectateur, sur Première chaîne de la RTF.
- 30 mai : 
  - Première de l'émission Âge tendre et tête de bois, sur la première chaîne de la RTF.
  - Dernière de l'émission Le Club du jeudi sur RTF Télévision.
- 8 juin : Dernière de l'émission Télé Match sur RTF Télévision.
- 2 novembre : Première de l'émission L'Homme du XXe siècle sur la première chaîne de la RTF.
- 13 décembre : Première de l'émission Les Coulisses de l'exploit sur la première chaîne de la RTF.

## Séries télévisées

### États-Unis
- 6 septembre : diffusion du premier épisode des Hommes volants en syndication
- 16 septembre : diffusion du premier épisode des Accusés sur CBS
- 27 septembre : diffusion du premier épisode du Pacha sur ABC
- 28 septembre : diffusion du premier épisode d'Adèle sur NBC
- 28 septembre : diffusion du premier épisode du Jeune Docteur Kildare sur NBC
- 1er octobre : diffusion du premier épisode de C'est arrivé à Sunrise sur ABC
- 3 octobre : diffusion du premier épisode du Gant de velours sur ABC
- 4 octobre : diffusion du premier épisode de Alvin Show sur CBS

### France
- 16 octobre : diffusion du premier épisode de Le Temps des copains
- 21 décembre : diffusion du premier épisode de Poly

### Japon
- 5 mai : diffusion du première épisode de Instant History, première série d'animation à la télévision

### Royaume-Uni
- 7 janvier : diffusion du premier épisode de Chapeau melon et bottes de cuir sur ITV1

## Principales naissances
- 5 janvier : Frédéric Taddeï, journaliste, animateur de télévision et de radio français.
- 11 mars : Éric Naulleau, éditeur français.
- 23 mars : Billy Warlock, acteur américain.
- 2 avril : 
  - Christopher Meloni, acteur américain.
  - Marie-Ange Nardi, animatrice de télévision française.
- 6 mai : George Clooney, acteur américain.
- 31 mai : Lea Thompson, actrice, productrice et réalisatrice américaine.
- 27 juillet : Laurent Bignolas, journaliste et animateur de télévision français.
- 22 septembre : Bonnie Hunt, actrice, scénariste, productrice et réalisatrice américaine.
- 2 octobre : Michael Pietrobon monteur, réalisateur, directeur de la photographie et scénariste.
- 3 novembre : Jean-Michel Maire, journaliste de presse et de télévision français.
- 14 novembre : Nagui, animateur de télévision et producteur franco-égyptien.
- 10 décembre : Nia Peeples, actrice, productrice, compositrice, réalisatrice et scénariste américaine.
- 20 décembre : Yvan Le Bolloc'h, comédien, humoriste et réalisateur français.

## Principaux décès
- 22 mai : Joan Davis, actrice américaine (° 29 juin 1907).
- 10 septembre : Leo Carrillo, acteur américain (° 6 août 1881).